# John Pell

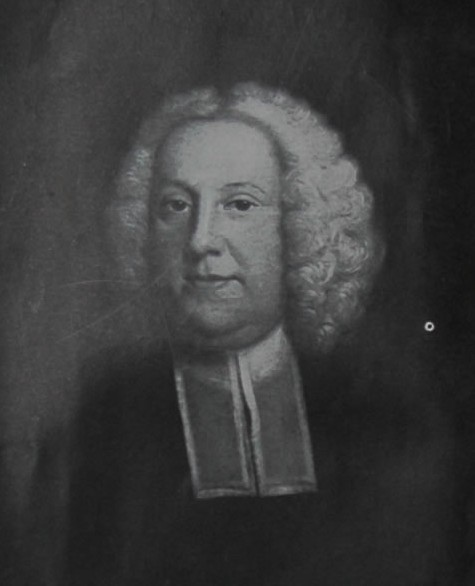
John Pell (1611-1685).

John Pell (Southwick, Sussex, 1 maart 1611 — Westminster (Londen), 12 december 1685) was een Engels wiskundige, die bekend is van de vergelijking van Pell.

## Vroege leven
Hij werd opgeleid aan de Steyning Grammar School. Vanaf zijn dertiende studeerde hij aan Trinity College in Cambridge. Tijdens zijn universitaire carrière werd hij een volleerd linguïst. Nog voordat hij zijn Bachelor of Arts-graad behaalde (in 1629) startte hij reeds correspondenties met Henry Briggs en andere wiskundigen. In 1630 doceerde hij aan de slechts korte tijd bestaande Chichester Academy, die was opgericht door Samuel Hartlib. Kort daarop trad hij in het huwelijk met Ithamaria Reginald (ook wel vermeld als Ithamara of Ithumaria gemaakt, met de achternaam Reginolles), zuster van Bathsua Makin.
Pell werkte een groot deel van de jaren 1630 onder invloed van Hartlib aan een verscheidenheid van onderwerpen op het gebied van de pedagogiek, encyclopedisme en pansofisme, combinatoriek en de nalatenschap van Trithemius. Tegen 1638 had hij een voorstel geformuleerd voor een universele taal. In de wiskunde concentreerde hij zich op het uitbreiden van de reikwijdte van de algebra in de theorie van vergelijkingen en op wiskundige tabellen. Als onderdeel van een gezamenlijke lobby-inspanning met Hartlib om (financiële) steun te vinden om door te kunnen gaan als onderzoeker, gaf hij zijn korte Idea of Mathemarics uit. Het werd in oktober 1638 gedrukt. De campagne bracht geïnteresseerde reacties van Johann Moriaen en Marin Mersenne.

## Academicus en diplomaat
Dankzij de reputatie en invloed van sir William Boswell, de Engelse ambassadeur bij de Staten-Generaal, verkreeg Pell in 1644 een aanstelling tot hoogleraar wiskunde in Amsterdam, dit nadat een eerdere poging onmiddellijk na het vertrek van Maarten van den Hove naar Leiden niet was gelukt. Vanaf 1644 werkte hij aan een polemisch werk tegen Longomontanus. Hiervoor verzette hij zeer veel werk. Hij richtte zich met vragen om hulp en getuigenissen onder andere tot Bonaventura Cavalieri, zijn beschermheer sir Charles Cavendish, René Descartes, Thomas Hobbes, Mersenne, Claude Mydorge en Gilles de Roberval. Het werk verscheen uiteindelijk als Controversy with Longomontanus concerning the Quadrature of the Circle (1647)
Op uitnodiging van stadhouder Frederik Hendrik van Oranje verhuisde Pell in 1646 naar Breda. Hij was er verbonden aan de Illustere school. Aan dit instituut zou hij zes jaar verbonden blijven.

## Na de restauratie
Na zijn terugkeer naar Engeland trad hij in 1661 toe tot de Anglicaanse Kerk. Hij werd rector in Fobbing in Essex. In 1663 kreeg hij een ere-D.D. (Lambeth-graad) toegekend en werd hij verkozen tot Fellow van de Royal Society. Tegelijkertijd werd hij door bisschop Gilbert Sheldon benoemd in de pastorie van Laindon, Essex; Sheldon verwachtte dat hij deze posities zou behandelen als sinecures. Hij bracht zijn tijd door als leraar wiskunde voor William Brereton, 3e baron Brereton, op Brereton Hall.
In 1673 ontmoette hij Leibniz in Londen. Hij was in staat om hem te informeren dat een deel van zijn wiskundige werk al eerder door François Regnaud en Gabriel Mouton was uitgevoerd. Zijn toewijding aan de wiskunde lijkt zijn carrière in de Kerk en zijn privé-leven in de weg hebben gestaan. Hij zat enige tijd als schuldenaar opgesloten in de  King's Bench Prison. Op uitnodiging van dr. Daniel Whistler leefde hij in 1682  korte tijd in de College of Physicians, maar stierf in het huis van de heer Cothorne, lezer in de kerk van St Giles-in-the Fields.

## Werken
Veel van Pells manuscripten kwamen in handen van Richard Busby, meester van de Westminster School, en kwamen daarna in het bezit van de Royal Society; zij worden in bijna veertig folianten nog steeds bewaard in de British Library, die niet alleen  Pells eigen geschriften, maar ook veel van zijn correspondentie met de andere wiskundigen bevat.
Zijn belangrijkste werken waren:
- Astronomical History of Observations of Heavenly Motions and Appearances (1634)
- Ecliptica prognostica (1634)
- An Idea of Mathematicks (1638)
- Controversy with Longomontanus concerning the Quadrature of the Circle (1646?)
- A Table of Ten Thousand Square Numbers (fol.; 1672).

De Idea was een korte manifest. Pell deed in zijn werk drie suggesties: Een wiskundige encyclopedie en bibliografie, een complete wiskundige onderzoeksbibliotheek en een verzameling van instrumenten samen te stellen met steun van de staat; en een driedelige veelomvattende  verzameling van wiskundige leerboeken, in staat om de stand van het vakgebied aan elke geleerde uit te leggen.

## Nazaten in Amerika
Bij het overlijden in 1670 van John Pells broer, Thomas Pell, erfde de zoon van de wiskundige, sir John Pell, landerijen in de staat New York, waar deze als de eerste Lord of the Manor van Pelham leefde. Zijn nakomelingen zijn tot de huidige dag prominent gebleven in het Amerikaanse staatsbestel; voorbeelden zijn de ambassadeur en de Amerikaanse vertegenwoordiger Herbert Pell en de Amerikaanse senator Claiborne Pell.